# Slåttmyrtjärnarna (Mattmars socken, Jämtland, 701337-139753)
Slåttmyrtjärnarna är en sjö i Åre kommun i Jämtland och ingår i Indalsälvens huvudavrinningsområde.